# Lee Lim-saeng

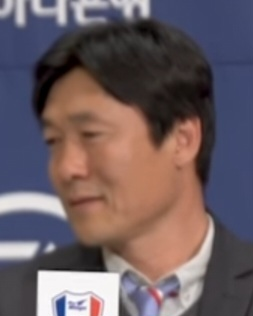
Lee Lim-saeng (2019)

Lee Lim-saeng (* 18. November 1971 in Incheon) ist ein ehemaliger südkoreanischer Fußballspieler und späterer -trainer.

## Karriere

### Spieler

#### Klub
Nach seiner Zeit in mehreren Schulmannschaften sowie in der Mannschaft der Korea University wechselte Lee Anfang 1994 in den Kader der Yukong Elephants, wo er bis zum Ende der Saison 2002 aktiv war. Danach spielte er noch einmal eine Saison für Busan I'Cons und beendete danach seine Karriere.

#### Nationalmannschaft
Sein erstes bekanntes Spiel für die südkoreanische Nationalmannschaft war am 21. Oktober 1992 bei einem 0:0-Freundschaftsspiel gegen die Vereinigten Arabischen Emirate. Danach folgte erst im Juni 1993 mit einem Qualifikationsspiel für die Weltmeisterschaft 1994 sein nächster Einsatz. Für das Turnier selbst wurde er dann aber nicht nominiert. Jedoch wirkte er mit seiner Mannschaft bei den Asienspielen 1994 mit und erreichte den vierten Platz.
Es folgten einige wenige Einsätze bei Freundschaftsspielen über die nächsten Jahre, für die Weltmeisterschaft 1998 wurde er dann aber nominiert und kam auch in dem 1:1-Gruppenspiel gegen Belgien zum Einsatz. Hiernach wurden seine Einsätze noch seltener und sein letztes Turnier war schließlich der Gold Cup 2000, wo er auf zwei Spiele kam, in welchen er eingesetzt wurde. Sein letztes Spiel war schließlich eine 1:2-Freundschaftsspielniederlage gegen Uruguay am 13. Februar 2002.
Er war auch Teil der Mannschaft bei den Olympischen Spielen 1992 in Barcelona sowie danach bei der Mannschaft bei den Spielen 1996 in Atlanta.

### Trainer
Seine erste Station nach seiner Spielerkarriere war bei den Suwon Bluewings von 2004 bis Ende 2005 als Individualtrainer. Danach übernahm er ab 2006 den Posten eines Co-Trainers im Stab, welchen er bis Ende 2009 hier auch ausführte. In Singapur bekam er anschließend ab Anfang 2010 seinen ersten Job als Cheftrainer bei Home United und blieb dort bis Ende 2014. Ab Februar 2015 fing es dann als Trainer bei der Reserve des chinesischen Shenzen FC an und wechselte von hier bereits im April des Jahres zur ersten Mannschaft. Diese Mannschaft trainierte er aber auch nur bis Ende August des Jahres.
Ab November 2015 fungierte er bis Dezember 2016 als Co-Trainer bei Yanbian Funde. Danach wechselte er auf gleicher Position in den Stab der Tianjin Jinmen Tiger. Von Juni bis Juli 2017 war er hier kurzzeitig als Interimstrainer beschäftigt sowie danach bis August 2017 als Cheftrainer. Zum November 2017 wurde er Technischer Direktor der südkoreanischen Nationalmannschaft und führte dieses Amt bis Ende 2018 aus.
Von Dezember 2018 bis Juli 2020 war er nochmal Chef-Trainer bei den Suwon Bluewings.